# Chasmina
Chasmina é um gênero de traça pertencente à família Arctiidae.